# Mount Carmel (Pensilvânia)
Mount Carmel é um distrito localizado no estado norte-americano de Pensilvânia, no Condado de Northumberland.

## Demografia
Segundo o censo norte-americano de 2000, a sua população era de 6390 habitantes.
Em 2006, foi estimada uma população de 5970, um decréscimo de 420 (-6.6%).

## Geografia
De acordo com o United States Census Bureau tem uma área de
1,7 km², dos quais 1,7 km² cobertos por terra e 0,0 km² cobertos por água. Mount Carmel localiza-se a aproximadamente 342 m acima do nível do mar.

## Localidades na vizinhança
O diagrama seguinte representa as localidades num raio de 8 km ao redor de Mount Carmel.